# Список библейских имён/И
Библейские имена собственные, начинающиеся с буквы И, — предмет изучения библейской ономастики (ономатологии), отрасли библеистики, изучающей упоминаемые в Библии собственные имена персоналий, теофорные имена, а также названия городов, местностей и пр.. В список включены имена: привычные для еврейского читателя Ветхого Завета — согласно ЕЭБЕ, привычные для русского читателя Синодального перевода — согласно БЭАН; а также свойственный библейским именам символический смысл.

## Иа~
| Википедия                       | ЕЭБЕ                                                                            | БЭАН | Смысл имени согласно БЭАН и ЕЭБЕ                                    | Строка Библии |
| ------------------------------- | ------------------------------------------------------------------------------- | --- | ------------------------------------------------------------------- | --- |
| Иаазиил                         |                                                                                 | Иаазиил (Азиил), левит | утешение Божие                                                      | «поставили левиты… братьев их второстепенных: Захарию, Бена, Иаазиила…» (1Пар. 15:18)                                                                                        |
| Иаазия                          | Яазиягу — семейство левитов                                                     | Иаазия, потомок Мерари | утешение Божие                                                      | |
| Иаакан                          |                                                                                 | Иаакан | угнетённый                                                          | |
| Иаала                           |                                                                                 | Иаала, Иииль | серна                                                               | |
| Иаанай                          |                                                                                 | Иаанай | Бог слышит, ответствует                                             | |
| Иаарешия                        |                                                                                 | Иаарешия | Бог напитает                                                        | |
| Иаасай                          |                                                                                 | Иаасай | Бог есть Творец                                                     | |
| Иаасиил                         | Яасиел, сын Абвера                                                              | Иаасиил, сын Авенира | Бог есть Творец                                                     | |
| Иааца                           |                                                                                 | Иааца, моавитский город (Яац) | утоптанное место                                                    | |
| Иабец                           |                                                                                 | Иабец, город | причиняющий болезнь                                                 | |
| Иавал                           | Ябал, сын Лемеха                                                                | Иавал, сын Ламеха | поток, ручей                                                        | |
| Иаван, сын Иафета               | Яван — сын Яфета — ассир.: jawanu (Греция), jawnai (грек) — жарг. «солдат»      | Иаван а) сын Иафета б) город в) греки и Греция                                                                                            |                                                                     | |
| Иавин                           | Ябин — цари Хацора                                                              | Иавин а, б) цари асорские | разумный                                                            | |
| Иавис                           | Ябец — потомок Ашхур — местность, где жили кланы писцов                         | Иавис а) из колена Иудина | иссохший                                                            | |
| Иавис (отец Шалума)             | Ябеш (отец Шаллума)                                                             | Иавис б) отец Селлума | иссохший                                                            | |
| Иавис Галаадский                | Ябеш, город в Гилеаде                                                           | Иавис Галаадский |                                                                     | |
| Иавнеил                         | Ябнеел 1) город в уделе Иудина 2) город в уделе Нафтали                         | Иавнеил а) город в колене Иудином б) город колена Неффалимова                                                                             | Бог строитель                                                       | |
| Иавнея                          | Ябне (Ябнеел) — город филистимский                                              | Иавнея в) местопребывание синедриона |                                                                     | |
| Эз-Зарка (река)                 | Яббок (Пенуэл)                                                                  | Иавок, ручей или поток | изливающийся                                                        | |
| Иагдиил                         | Яхдиел                                                                          | Иагдиил | обрадованный Богом                                                  | |
| Иагур                           |                                                                                 | Иагур, город | местожительство                                                     | |
| Иада                            |                                                                                 | Иада, сын Анама | он знает                                                            | |
| Иаддай Идей                     |                                                                                 | Иаддай, Идей, израильтянин во дни Ездры                                                                                                   | возлюбленный Богом                                                  | |
| Иадду                           |                                                                                 | Иадду, левит |                                                                     | |
| Иаддуй (глава народа)           |                                                                                 | Иаддуй (а) из глав народа | прославленный                                                       | «Главы народа… Мешезавел, Садок, Иаддуй…» (Неем. 10:21) |
| Иаддуй                          | Иаддуа, первосвященник                                                          | Иаддуй (б) первосвященник | прославленный                                                       | |
| Иадин                           |                                                                                 | Иадин (Иамин), левит |                                                                     | |
| Иадон                           |                                                                                 | Иадон | судия                                                               | |
| Иаера                           |                                                                                 | Иаера, Иоиадда | лесничий                                                            | |
| Иазания                         | Яазания                                                                         | Иазания а) сын Иеремии б) сын Азура в) (или Иезания) сын Сафана                                                                           | услышанный Богом                                                    | |
| Язер (город)                    | Язер — аморрейский город                                                        | Иазер, город | место, укреплённое кругом                                           | |
| Иазиз                           |                                                                                 | Иазиз | видный, выдающийся                                                  | |
| Иаиль                           | Яэль (Иаиль)                                                                    | Иаиль — жена Хевера | серна, дикая коза                                                   | |
| Иаир                            | Яир 1) сын Менаше 2) гилеадитянин, судья 3) отец Мордехая                       | Иаир а) сын Манассии б) из Галаада судия в) отец Елхана г) сын Шимея д) (или Гахар) служитель храма е) чья дочь воскресла                 | светодавец                                                          | |
| Иакей                           | Иаке «Агур бен-Иаке» («собиратель извергающий») — эпитеты Соломона              | Иакей — отец Агура | извергающий (ЕЭБЕ) покорный (БЭАН)                                  | «Слова Агура, сына Иакеева» (Прит. 30:1) |
| Иаким                           | Яким 1) вениаминит 2) семейство священников                                     | Иаким а) сын Шемея, вениамитянин б) левит                                                                                                 | учреждённый, установленный                                          | |
| Иаков                           | Яков (Исраиль) — сын Исаака, отец 12-ти родоначальников колен еврейского народа | Иаков (а) патриарх, родоначальник народа израильского, младший сын Исаака, называемый иначе Израиль                                       |                                                                     | |
| Иаков Зеведеев                  | —                                                                               | Иаков Зеведеев (б) сын Зеведея и Саломии и брат евангелиста Иоанна                                                                        |                                                                     | |
| Иаков Алфеев                    | —                                                                               | Иаков (в) Иаков-младший, апостол, сын Алфеев, брат Господень, писатель соборного послания, епископ иерусалимский                          |                                                                     | |
| Иакова                          | Якоба, вождь колена Симонова                                                    | Иакова | вытесняющий, выживающий                                             | |
| Колодец Иакова                  | —                                                                               | Иаковлев колодезь |                                                                     | |
| Иакув                           | Аккуб (3) левит                                                                 | Иакув (Аккув), левит |                                                                     | |
| Иалон                           |                                                                                 | Иалон | кочующий                                                            | |
| Иамври                          |                                                                                 | Иамври |                                                                     | |
| Иамврий                         | Амврий (Мамре) — египетский волхв, состязавшийся с Моисеем                      | Иамврий, волхв |                                                                     | «призвал фараон мудрецов и чародеев; и эти волхвы Египетские сделали то же своими чарами» (Исх. 7:11) «Как Ианний и Иамврий противились Моисею» (2Тим. 3:8)                  |
| Иамин                           | Ямин 1) сын Симеона 2) сын Рама 3) левит                                        | Иамин а) сын Симеона б) сын Рамы в) левит во дни Ездры                                                                                    | правая рука                                                         | |
| Иамлех                          |                                                                                 | Иамлех | правитель                                                           | |
| Ианнаи                          | —                                                                               | Ианнаи, сын Иосифа |                                                                     | |
| Ианний                          | Янний (Иоханай) — египетский волхв, состязавшийся с Моисеем                     | Ианний |                                                                     | «Как Ианний и Иамврий противились Моисею» (2Тим. 3:8) |
| Ианох                           | Яноах 1) город на границе удела Эфраима 2) город в области Нафтали              | Ианох а) город колена Ефремова б) город в колене Неффалимовом                                                                             | место покоя                                                         | |
| Ианум                           | Янум                                                                            | Ианум, город | дремлющий                                                           | |
| Иарев                           |                                                                                 | Иарев — эпитет царя ассирийского |                                                                     | «послал к царю Иареву» (Ос. 5:13) «отнесен будет в Ассирию, в дар царю Иареву» (Ос. 10:6)                                                                                    |
| Иаред                           | В его время ангелы снизошли на землю, чтобы обучать людей справедливости        | Иаред, пятый от Адама | нисхождение, низменность                                            | «Малелеил… родил Иареда» (Быт. 5:15) |
| Яхин (Библия)                   | Яхин (Иахин) 1) сын Симеона                                                     | Иарив (а) сын Симеона Иахин (б) сын Симеона                                                                                               | соперник, враг                                                      | |
| Иарив                           |                                                                                 | Иарив б) (Иорив) священник в) (Иоривон) иудейский начальник                                                                               | соперник, враг                                                      | |
| Иарима поле                     |                                                                                 | Иарима поле, Иарим | лес, дубрава                                                        | |
| Иаримоф                         | Иеримот и Иеремот (8) три мужа из кн. Эзры                                      | Иаримоф, Иремоф |                                                                     | |
| Иаритянин                       |                                                                                 | Иаритянин, священник Ира при Давиде |                                                                     | |
| Иармуф                          | Ярмут — хананейский город-государство 2) город в уделе Иссахара                 | Иармуф а) город колена Иудина б) город в колене Иссахаровом                                                                               | возвышение                                                          | |
| Иароах                          |                                                                                 | Иароах, из предков Авихаила | рожденный в новолуние (?)                                           | |
| Иарха                           | Ярха, женившийся на дочери Шешана                                               | Иарха | (египетск.)                                                         | «У Шешана был раб, Египтянин, имя его Иарха; Шешан отдал дочь свою Иархе в жену: и она родила ему Аттая» (1Пар. 2:34)                                                        |
| Иасаил                          |                                                                                 | Иасаил (Шеал) |                                                                     | |
| Иасиель                         | Ясиел                                                                           | Иасиель, воин Давида | Бог Творец                                                          | |
| Иасон (первосвященник)          | Язон — первосвященник, брат Ониаса III                                          | Иасон (а) первосвященник, брат Онии III                                                                                                   | эллинизированное еврейское имя Иошуа (ЕЭБЕ) исцелитель, врач (БЭАН) | |
| Иасон (Библия)                  |                                                                                 | Иасон б) сын Елеазара в) отец Антипатра                                                                                                   | эллинизированное имя Иошуа (ЕЭБЕ) исцелитель, врач (БЭАН)           | |
| Иасон из Кирены                 | Язон из Кирены                                                                  | Иасон (г) киринеянин-историк | эллинизированное имя Иошуа (ЕЭБЕ) исцелитель, врач (БЭАН)           | |
| Иасон (апостол от 70)           |                                                                                 | Иасон (д) тарсянин | эллинизированное имя Иошуа (ЕЭБЕ) исцелитель, врач (БЭАН)           | |
| Иасув                           | Яшуб — клан колена Иссахара                                                     | Иасув (Иашув), израильтянин во дни Ездры                                                                                                  | он возвратится                                                      | |
| Иаттир                          | Яттир — город Иудина колена                                                     | Иаттир, город | выдающийся                                                          | |
| Иафет                           | Яфет (Иафет) — сын Ноя                                                          | Иафет, сын Ноя | да распространится                                                  | |
| Иафиа (царь) Иафиа (сын Давида) | Яфиа 1) царь Лахиша 2) сын царя Давида                                          | Иафиа (а) сын Давида | блестящий                                                           | |
| Иафиа (город)                   | Яфиа, город                                                                     | Иафиа (б) город колена Завулонова | блестящий                                                           | |
| Иафлет                          | Яфлет 1) клан 2) сын Хебера                                                     | Иафлет а) сын Хевера б) предел Иафлета | освобождение                                                        | |
| Иафниил                         | Ятниел — сын Мешелемии                                                          | Иафниил, левит | дарованный Богом                                                    | |
| Иахав                           |                                                                                 | Иахав, Иахаф а) отец Ахума и Лагада б) правнук Левия в) левит, потомок Гирсона г) левит, из потомков Ицгара д) левит в царствование Иосии | единение                                                            | |
| Иахазиил                        | Яхзиил 1) приверженец Давида 2) левит, современник Давида                       | Иахазиил а) вениамитянин б) левит | Бог зрит (ЕЭБЕ) Богозритель (БЭАН)                                  | |
| Иахдо                           | Яхдо                                                                            | Иахдо — потомок Гада | соединённый                                                         | |
| Иахзер                          | Яхзира — священник                                                              | Иахзер (Ахзай) | Иегова помощник                                                     | |
| Боаз и Яхин                     | Яхин, столб                                                                     | Иахин (а) из меди столб | он утвердит                                                         | |
| Иамин, Иахин                    | Яхин, Ямин (1) сын Симеона                                                      | Иахин (Иамин) (б) сын Симеона | он утвердит                                                         | |
| Иахин                           | Яхин (2) священн. семейство                                                     | Иахин в) священник г) глава 21-го жребия                                                                                                  | он утвердит                                                         | |
| Иахлеил                         | Яхлеел — сын Зебулуна                                                           | Иахлеил, сын Завулона | он уповает на Бога (ЕЭБЕ) упование на Бога (БЭАН)                   | |
| Иахмай                          | Яхмай, из родоначальников колена Иссахарова                                     | Иахмай, внук Иссахара | защищённый                                                          | |
| Иахцеил                         | Яхцеел, сын Нафтали                                                             | Иахцеил, первенец Неффалима | Бог делит, уделяет                                                  | |
| Иашовам                         |                                                                                 | Иашовам, сын Завдиила | народ возвратится                                                   | |
| Иашув                           | Яшуб, клан колена Иссахара                                                      | Иашув а) сын Иссахара б) сын Вания | он возвратится                                                      | |
| Иашувилехем                     |                                                                                 | Иашувилехем |                                                                     | «и Иашувилехем; но это события древние» (1Пар. 4:22) |
| Есевон (Библия)                 | Ибцан, израильский судья                                                        | Есевон, судья | блеск                                                               | |
| Ивва                            | Ивва, Авва                                                                      | Ивва (Авва), ассирийский город или область                                                                                                | развалина; груда                                                    | |
| Ивлеам                          | Иблеам — государство-город в удела Менаше                                       | Ивлеам, Билеам, город полуколена Манассиина                                                                                               | чужестранец                                                         | |
| Ивний                           | Ибнея, глава веньямитского клана                                                | Ивний (Ивния), сын Иерохама | Богом зиждемый                                                      | |
| Иври (Библия)                   |                                                                                 | Иври, левит мераритянин, сын Иаазии | пришлец с той стороны                                               | |
| Ивсам                           |                                                                                 | Ивсам, потомок Фолы | приятный, милый                                                     | |
| Ивхар                           | Ибхар, сын Давида (по Лидзбарскому это сокращение «Да изберет Господь»)         | Ивхар (Евеар), сын Давида | избранный                                                           | «родились у него в Иерусалиме: … Соломон, четверо от Вирсавии, дочери Аммииловой; Ивхар» (1Пар. 3:6) «имена родившихся у него в Иерусалиме: … Соломон, и Евеар» (2Пар. 5:15) |
| Игал                            | Иигал (3)                                                                       | Игал а) соглядатай колена Иссахарова б) (Иоиль) сын Нафана                                                                                | избавитель, освободитель                                            | |
| Игеал                           | Игеал 1) сын Иосифа 2) сын Натана 3) потомок Зеруббабеля                        | Игеал (Игал), из сынов Шемаии | избавитель, освободитель                                            | |
| Игуд                            |                                                                                 | Игуд,город колена Данова | хвала                                                               | |
| Идала                           | Идала, город в Зебулуновом уделе                                                | Идеала, город колена Завулонова |                                                                     | «далее: Каттаф, Нагалал, Шимрон, Идеала и Вифлеем» (Нав. 19:15) |
| Идбаш                           |                                                                                 | Идбаш, имя или город? | сладковатый                                                         | «сыновья Етама: Изреель, Ишма и Идбаш» (1Пар. 4:3) |
| Иддай                           |                                                                                 | Иддай (Хурай), воин Давида | сильный, могущественный                                             | |
| Иддо                            | Иддо 1) пророк 2) отец Берехии 3) глава левитов и «нетиним» в Касифе при Эзре   | Иддо, Гиддо, Гидда, отец Ахинадава | благовременный                                                      | |
| Идифун                          | Иедитун (Иедутун), левит                                                        | Идифун а) левит б) отец Овед-Едома | восхваляющий                                                        | |
| Идлаф                           |                                                                                 | Идлаф, сын Нахора и Милки | источающий слезы                                                    | |
| Идуил                           |                                                                                 | Идуил (Ариэль), начальствующий учёный во дни Ездры                                                                                        |                                                                     | |
| Идумея, Идумеи                  | Идумея, Эдом                                                                    | Идумея, страна Эдомская, Идумеяне | красный                                                             | |

## Ие~
| Википедия                                | ЕЭБЕ | БЭАН | Смысл имени согласно БЭАН и ЕЭБЕ                                       | Строка Библии |
| ---------------------------------------- | --- | --- | ---------------------------------------------------------------------- | --- |
| Иеараим                                  | | Иеараим, гора | гора лесов                                                             | Колено Иудино: «предел от Ваала к морю к горе Сеиру, и идет северною стороною горы Иеарим, которая есть Кесалон [плодородие]» (Нав. 15:10)  |
| Иеафрай                                  | | Иеафрай (Ефний), сын Зераха | Бог сопровождает                                                       | |
| Иеберехия                                | | Иеберехия (Варахия), отец Захарии | Богом благословенный                                                   | |
| Иеваком                                  | | Иеваком, сын Шемаи |                                                                        | |
| Иевосфей                                 | Иш-Бошет, Иш-Баал («муж Баала»), сын царя Саула | Иевосфей, сын Саула | муж стыда (ЕЭБЕ) муж поношения, срама (БЭАН)                           | |
| Иерусалим                                | Иебус, иебуситы | Иевус, город иевусеев, ныне Иерусалим |                                                                        | «к долине сына Енномова с южной стороны Иевуса, который есть Иерусалим» (Нав. 15:8)                                                         |
| Иевусеи                                  | Иебуситы, ханаанейское племя | Иевусеи, жители Иевуса, ханаанский народ |                                                                        | «Иевусеев, которые жили в Иерусалиме, не изгнали сыны Вениаминовы, и живут Иевусеи с сынами Вениамина в Иерусалиме до сего дня» (Суд. 1:21) |
| Иегаллелел                               | | Иегаллелел а) потомок Иуды б) левит, потомок Мерари | он прославит Бога                                                      | |
| Иегар-Сагадуфа                           | Иегар Сагадута (арамейск.), евр. Галеед | Иегар-Сагадуфа (Мицпа, смотреть, наблюдать), холм из камней | груда свидетельствования (ЕЭБЕ) холм-свидетель (араб./БЭАН)            | «сделали холм… И назвал его Лаван: Иегар-Сагадуфа; а Иаков назвал его Галаадом» (Быт. 31:46)                                                |
| Иегдай                                   | | Иегдай, потомок Халева | берущий в плен или Бог руководитель                                    | |
| Иеглом                                   | Ялам, сын Исава от Оголибамы | Иеглом, сын Исава от Оливемы | скрываемый Богом                                                       | |
| Иегоаддань                               | Иегоаддан, мать царя Амации | Иегоаддань, жена Иоаса, мать ц. Амассии | Господь услаждение                                                     | |
| Охозия (царь Иудеи)                      | Иегоахаз, Иоахаз 3) сын Иегорама, после вступления на престол — Ахазия | Охозия (б) сын Иорама и Гофолии | которого укрепляет Бог (Иоахаз); которого поддерживает Иегова (Охозия) | «воцарился Охозия, сын Иорама, царя Иудейского. Двадцати двух лет был Охозия» (2Пар. 22:1)                                                  |
| Иоахаз (отец Иоаха)                      | Иегоахаз, Иоахаз (4) отец Иоаха | | которого укрепляет Бог                                                 | «послал … Иоаха, сына Иоахазова, дееписателя, возобновить дом Господа» (2Пар. 34:8)                                                         |
| Иоас (царь Израиля)                      | Иегоаш — сын Иегоахаза | Иоас, б) 12-й царь израильский, сын Иоахаза | Бог подпора                                                            | |
| Иегова                                   | Иегова-Ягве, Ягве, Адонай | Иегова; Адонаи; Еллогим (Господь) | Сущий                                                                  | |
| Иегова-Ире                               | | Иегова-Ире, место на горе Мориа | Господь усмотрит                                                       | «нарек Авраам имя месту тому: Иегова-ире» (Быт. 22:14)                                                                                      |
| Иегова-Нисси                             | | Иегова-Нисси, данное Моисеем название жертвеннику | Господь — знамя мое                                                    | «устроил Моисей жертвенник и нарек ему имя: Иегова Нисси» (Исх. 17:15)                                                                      |
| Иегова-Шалом                             | | Иегова-Шалом, данное Гедеоном название жертвеннику | Господь есть мир                                                       | «устроил там Гедеон жертвенник Господу и назвал его: Иегова Шалом» (Суд. 6:24)                                                              |
| Иегозавад                                | Иегозабад 1) сын Шомера 2) военачальник при Иегошафате 3) сын Обед-Эдома | Иегозавад а) сын Овед-Едома б) военачальник царя Иосафата в) сын Шомеры (Шимрифы) | кому даровал Господь                                                   | |
| Иегоиарив при Давиде                     | Иегояриб (1) священник при Давиде 2) священник при Зеруббабеле | Иегоиарив, священник при Давиде | которого защитит Иегова                                                | |
| Ионадав                                  | Иегонадаб, Ионадаб 1) сын Шимеи 2) сын Рехаба | Ионадав а) сын Рехава (Рихава) б) племянник Давида | Господь — щедродатель                                                  | |
| Иорам (царь Израиля), Иорам (царь Иудеи) | Иегорам, Иорам 1) сын Ахаба 2) 5-й царь иудейский, сын Иегошафата | Иорам б) сын Ахава, царь израильский в) сын Иосафата, царь иудейский | Бог высок                                                              | |
| Иосафат                                  | Иегошафат и Иошафат, Иосафат — царь иудейский, сын Асы и Азубы | Иосафат (а) сын Асы, царь иудейский | Господь есть Судия                                                     | |
| Иосафат (Библия)                         | Иегошафат и Иошафат 1) сын Ахилуда 2) сын Паруаха 3) сын Нимши 4) из Митни 5) музыкант-левит | Иосафат б) сын Ахилуда в) сын Паруаха г) отец царя Ииуя д) священник при Ковчеге е) воин Давида, мифниянин | Господь есть Судия                                                     | |
| Иосафатова долина                        | Иегошафатова долина | Иосафатова долина | Господь есть Судия (Иосафат)                                           | «Я [Иегова] соберу все народы, и приведу их в долину Иосафата, и там произведу над ними суд» (Иоил. 3:2)                                    |
| Иосавеф                                  | Иегошеба, Иегошабеат — дочь Иегорама | Иосавеф, дочь Иорама | Бог есть клятва                                                        | |
| Иодай                                    | Иегояда, первосвященник при Ахазии, Аталии и Иегоаше | Иодай (г) первосвященник при Иораме, Охозии и Иоасе | хранимый Богом                                                         | |
| Иоаким (царь Иудеи)                      | Иегояким (Иоаким), 8-й иудейский царь, сын Иошии и Зебуды | Елиаким (б) имя царя Иоакима до занятия престола отца Иоаким (а) сын Иосии, брат и преемник Иохаза, ц. иудейского; сын Иосии | кого поставил Бог (Елиаким); Бог восставляет (Иоаким)                  | |
| Иегоханан                                | | Иегоханан а) сын Мешелемии б) военачальник ц. Исафата в) отец Азарии, ефремлянин | дар Иеговы                                                             | |
| Иегоякин                                 | Иегоякин, Иегояхин, Иоякин, Иехонья, Иеконьягу, Коньягу — сын Иегоякима, царь иудейский | Иехония, сын Иоакима, ц. иудейского, от Нехушты, и его преемник | поставленный Богом                                                     | |
| Ииуй                                     | Иегу (ассир. Ia-u-а) — сын Иегошафата, внук Нимши, царь израильский | Ииуй (а) сын Иосафата, внук Намессиев, царь израильский | Господь есть Он                                                        | |
| Иегу (Библия)                            | | Иегу а) сын Иошивы, колена Симеонова б) (из города Анафофа при Давиде | Господь есть Он                                                        | |
| Игуд                                     | Иегуд — город в Дановом уделе | Игуд, город колена Данова | хвала                                                                  | |
| Иегудий                                  | Иегуди — сын Нетани, посланный к Баруху | Иегудий (Иудей), сын Нафании, посланный к пр. Варуху |                                                                        | |
| Иегудифа                                 | | Иегудифа, Иудифа, Оливема — одна из жен Исава, дочь Беера | еврейка                                                                | |
| Иегухал                                  | Иегукал, приближенный ц. Цидкии, посланный к пр. Иеремии | Иегухал (Юхал), сын Шелемии, посланный ц. Седекией к пр. Иеремии | сильный, могущий                                                       | |
| Иедаия                                   | Иедаия 1) священническая семья при Зеруббабеле 3) при Нехемии укреплявший иерусалимские стены | Иедаия а) сын Шимрия б) сын Харумафа, чинивший стену Иерусалимскую при Неемии в) (Иедду) начальник 2-й священнич. чреды г) священник, сын Иарива                                                                                                  | хвала Господа                                                          | |
| Иедай                                    | Иедаия (2) вавилонец, доставивший золото и серебро для венца первосвященнику Иошуе | Иедай, посланный из Вавилона с золотом, серебром сделать венцы первосвященнику Иисусу | Бог знает, всеведущ                                                    | |
| Иедду                                    | | Иедду (Иедаия), священник, сын Иисуса |                                                                        | |
| Иедей                                    | | Иедей (Адая), израильтянин во дни Ездры |                                                                        | |
| Иедиаэль                                 | Иедиаэль 1) сын Вениамина 2) сын Шимри 3) из колена Менаше, Давидов воин | Иедиаил и Иедиаел а) сын Вениамина б) сын Шимрия в) сын Мешелемии | знаемый Богом                                                          | |
| Иедида                                   | Иедида, дочь Адаи из Бацекат, мать иудейского царя Иошии | Иедида, жена Амона и мать ц. Иосии | возлюбленная                                                           | |
| Иедидиа                                  | Иедидья, второе имя Соломона (ради Бога) | Иедидиа, 2-й сын Давида от Вирсавии, первоначально Соломон (мирный) | любимец Бога (ЕЭБЕ) возлюбленный Богом (БЭАН)                          | |
| Иедия                                    | Иехдеягу 1) левит времён Давида 2) Давидов служитель из Меро-нотаима | Иедия, левит, сын Шуваила | он будет обрадован Господом                                            | |
| Иезавель                                 | Изебель, дочь ц. тирского Этбаала; жена израильского ц. Ахаба и мать иудейской царицы Аталии | Иезавель, дочь сидонского ц. Ефваала, жена ц. израильского Ахава | (финикийск.)                                                           | |
| Иезания (военачальник)                   | Иезаниягу, иудейский военачальник при Гедалии | Иезания а) маахитянин-военачальник при Годолии б) сын Гошаии | услышанный Богом                                                       | |
| Иезания (Библия)                         | Иезаниягу | Иезания в) сын Сафанов г) сын Азура | услышанный Богом                                                       | |
| Иезекииль (священник)                    | | Иезекииль, священник, 20-й жребий в чреде служения | которого укрепляет Бог                                                 | |
| Иезекииль                                | Иезекиил, пророк в вавилонское пленение, сын священника Бузи | Иезекииль пророк, сын Вузия | которого укрепляет Бог                                                 | |
| Иезер                                    | | Иезер, из сынов Галаада | отец помощи                                                            | |
| Иезиел                                   | Иезиэль, сын Азмавета, сподвижник Давида | Иезиел, вениамитянин при Давиде, сын Азмавефа | собрание Божие                                                         | |
| Иезил                                    | | Иезил а) отец Сехения б) отец Авадия |                                                                        | |
| Иезия                                    | | Иезия (Иззиа), из израильтян, сынов Фороса |                                                                        | |
| Иезреил                                  | | Иезреил (Иехиел), из сынов Илы |                                                                        | |
| Иеиел                                    | Иеиэль 1) реубенит при Тиглат-Пилессаре, ц. ассирийском 2) «отец Гибеона», по-видимому, основатель этого города 3) воин Давида 4) левит-музыкант 5) предок пр. Яхозиэля 6) писец ц. Уззии 7) Левит из семьи Элицафан 8) левит при иудейском ц. Иошии | Иеиел а) начальник Рувимова колена б) сын Хофама, воин Давида в) левит-музыкант г) левит из потомков Асафовых д) писец при ц. Озии е) левит из сынов Елицафана ж) начальник-левит при ц. Иосии з) из сынов Адониками и) из израильтян, сынов Нево |                                                                        | |
| Иеил                                     | | Иеил, муж Маахи | Бог исторгает                                                          | |
| Иеиль                                    | | Иеиль, предок Иудифи |                                                                        | |
| Иекавцеил                                | | Иекавцеил (Кавциил), город | собрание Божие                                                         | |
| Иехолия                                  | Иекалия, мать иудейского ц. Азарии | Иехолия |                                                                        | «Имя матери его Иехолия, из Иерусалима» (4Цар. 15:2)                                                                                        |
| Иекамам                                  | | Иекамам, левит во дни Давида | он соберёт вместе народ                                                | |
| Иекамия                                  | | Иекамия, сын Саллума | он будет собран Господом                                               | |
| Иекев-Зив                                | | Иекев-Зив, место, где убит Зив | точило Зива для выжимания виноградного сока                            | «поймали двух князей Мадиамских: Орива и Зива, и убили Орива в Цур-Ориве, а Зива в Иекев-Зиве» (Суд. 7:25)                                  |
| Иекуфиил                                 | Иекутиель, отец или основатель города Заноаха | Иекуфиил | благочестие в отношении Бога (ЕЭБЕ) страх Божий (БЭАН)                 | |
| Иемвлай                                  | | Иемвлай, предок или отец пр. Михея | Бог наполняет                                                          | |
| Иемени                                   | | Иемени, дед судии Аода | вениамитянин                                                           | |
| Иемима                                   | Иемима, дочь Иова; в Септуагинте — Ήμέρα; в Вульгате — Dies (день) | Емима | голубка; день                                                          | «было у него семь сыновей и три дочери. И нарек он имя первой Емима» (Иов. 42:14)                                                           |
| Иемнаан                                  | Иемнаан, город в Палестине | Иемнаан |                                                                        | «Страх и ужас напал… на всех жителей Иемнаана» (Иудифь. 2:28)                                                                               |
| Иемуил                                   | | Иемуил (Немуил), сын Симеона | день Божий                                                             | |

## Иер~
| Википедия              | ЕЭБЕ | БЭАН | Смысл имени согласно БЭАН и ЕЭБЕ                                    | Строка Библии |
| ---------------------- | --- | --- | ------------------------------------------------------------------- | --- |
| Иерамоф                | Иеримот, Иеремот (8) три мужа из кн. Эзры | Иерамоф (Иеремоф из сынов Мани), потомок Вания | высоты                                                              | |
| Иераполь               | Гиераполь, Памбук Калесси | Иераполь, город во Фригии; Памбук-Калеси (город хлопчатой бумаги) | священный город                                                     | |
| Иерах                  | | Иерах, сын Иоктана | луна, месяц                                                         | |
| Иерахмеел              | | Иерахмеел, Иерахмеил а) первенец Эсрома б) левит, сын Кисы в) сын Гаммелеха | он получит милость Божию                                            | |
| Иерахмеель (Библия)    | Иерахмеель, «юг Иерахмеэлитов», иерахмеэлит | Иерахмеель |                                                                     | «на кого нападали ныне? Давид сказал: … на полуденную страну Иерахмеела» (1Цар. 27:10) «„вот вам подарок из добычи, взятой у врагов Господних“… в городах Иерахмеельских» (1Цар. 30:26) |
| Иеред                  | Иеред, сын Иегудии, основатель г. Гоедра («отец Гедора») | Иеред, сын Эзры и Иудии; основатель («отец») Гедора | нисхождение                                                         | |
| Иереил                 | | Иереил (Иехиил), священник из сынов Емпира |                                                                     | |
| Иеремай                | | Иеремай, сын Хашума | Бог высок, вышний                                                   | |
| Иеремиил               | | Иеремиил, архангел |                                                                     | " отвечал мне Иеремиил Архангел: «когда исполнится число семян в вас…» |
| Иеремия (Библия)       | Иеремия 1) отец Хамутал 2) отец Яазании 3) глава рода колена Менаше 4) трое явившихся к Давиду в Циклаг 5) священник при Нехемии и Зеруббабеле | Иеремия а) отец Хамутали б) глава полуколена Манассиина в) мужи, перешедшие к Давиду в Секелаге г) священник при Ездре, Неемии и Зоровавеле д) глава рехавитян во дни пр. Иеремии | возвышенный, возвеличенный Богом                                    | |
| Иеремия                | Иеремия, пророк | Иеремия пророк | возвышенный, возвеличенный Богом                                    | |
| Иеремоф Иеримоф        | Иеримот, Иеремот 1) трое вениаминитов 2) воин Давида 3) сын Муши 4) сын Гемала 5) сын Азриэля 6) отец Махлат 7) левит-надзиратель за «терумой» 8) три мужа из кн. Эзры | Иеремоф, Иремоф, Иерамоф а) вениамитянин из сынов Бехера б) вениамитянин из сынов Берии в) левит, сын Мушия г) (Иеримоф) израильтянин из сынов Елама д) (Иаримоф) из израильтян, сынов Заффу Иеримоф а) вениамитянин из сынов Белы б) присоединившийся к Давиду в Секелаге в) сын Азриила г) левит, сын Мушия д) из сынов Емана е) из сынов царя Давида ж) надзиратель у ц. Езекии | высоты возвышенность, высота                                        | |
| Иерех                  | | Иерех, местность |                                                                     | «сынов Иереха двести сорок пять» (2Езд. 5:22) |
| Иеривай                | | Иеривай, воин Давида | противник                                                           | «Иеривай и Иошавия, сыновья Елнаама» (1Пар. 11:46) |
| Иериил                 | | Иериил, потомок Фолы | жилище Божие                                                        | |
| Иерим                  | | Иерим, убитый в войне Саула с Амалекитянами |                                                                     | «иди и порази Амалика [и Иерима] и истреби» (1Цар. 15:3) |
| Иериофа                | Мириам именовалась также: Эфрат, Хела, Наара, Азуба, Иериот, Цогар, Церет, Этнан и Ахархел | Иериофа, жена Халева (по еврейск. и LXX тексту); по Вульгате — дочь Халева от Азувы | шатровые занавесы                                                   | «Халев, сын Есрома, родил от Азувы, жены своей, и от Иериофы» (1Пар. 2:18) |
| Иерихон                | Иерихон, местность в Палестине | Иерихон, Йерихо — город колена Вениаминова | благоухающий, благовонный, или месяц, луна                          | |
| Иерия                  | | Иерия, левит, потомок Каафа | страх Господень                                                     | |
| Иерма                  | | Иерма, Рамаия — израильтян во дни Ездры |                                                                     | «нашлись из священников, которые имели иноплеменных жен… из сынов Фороса — Иерма и Иезия…» (2Езд. 9:26)                                                                                 |
| Иероваал               | Гидеон, Иеруббаал, Иеруб-бешет | Иероваал, Иерубешеф — прозвище судьи Гедеона | противник Ваала                                                     | |
| Иеровоам I             | Иеробеам, сын Небата, 1-й царь и основатель израильского царства | Иеровоам (а) 1-й царь десяти колен, сын Навата | он борется с народом; народ борется (ЕЭБЕ); народ умножается (БЭАН) | |
| Иеровоам II            | Иеробеам, сын Иегоаша, 4-й царь из династии Иегуидов | Иеровоам (б) Иеровоам II, царь израильский, сын Иоаса | он борется с народом; народ борется (ЕЭБЕ); народ умножается (БЭАН) | |
| Иероним (военачальник) | | Иероним, сирийск. военачальник во дни Иуды Маккавея | священноименный                                                     | |
| Иерохам                | Иерохам 1) дед пророка Самуила 2) вениаминит 3) вениаминит, отец Ибнеи 4) отец Адаии 5) отец Иоэлы и Зебадии 6) отец Азарееля | Иерохам а) дед пр. Самуила б) вениамитянин в) отец Ивнии г) отец Адаии д) вениамитянин из Гедора е) отец Азариила ж) отец Азарии | возлюбленный                                                        | |
| Иеруил                 | Иеруэль | Иеруил, пустыня | страх Божий                                                         | |
| Иерусалим              | Иерусалим, Иерушалем, U-ru-sa-lim, Иебус | Иерусалим, Иевус | основание, или жилище мира                                          | |
| Небесный Иерусалим     | — | Иерусалим, новый, небесный |                                                                     | |
| Иеруша                 | Иеруша, дочь Цадока, мать ц. Иотама | Иеруша, дочь Садока, жена ц. Озии | владение                                                            | |
| Иесарела               | Ашарела, Асарела, Иесарела — асафит | Иесарела (Ашарела), из сынов Асафа | правда Божия                                                        | |
| Иесваал                | | Иесваал, военачальник Давида | народ возвратится                                                   | |
| Иесвий                 | Ишби бе-Ноб, филистимский гигант | Иесвий, потомок Рефаимов, убитый Авессой | обитающий на высоте                                                 | «Иесвий, один из потомков Рефаимов, у которого копье было весом в триста сиклей меди и который опоясан был новым мечом, хотел поразить Давида» (2Цар. 21:16)                            |
| Иесимон                | | Иесимон, местность на берегу Чермного моря | пустыня                                                             | |
| Иесия                  | | Иесия, Иедаия, сын Гофолия |                                                                     | «из сынов Илам — Иесия, сын Гофолия, и с ним семьдесят человек» (2Езд. 8:33) |
| Иесод                  | | Иесод (ворота Сур), ворота в Иерусалиме | основание                                                           | |
| Иессей                 | Ишай, Иессия | Иессей, сын Овида и отец Давида | Иегова есть Сущий                                                   | |
| Иессуи                 | Ишви (1) сын Саула и Ахиноам | Иессуи, сын Саула | равный себе                                                         | «Сыновья у Саула были: Ионафан, Иессуи и Мелхисуа» (1Цар. 14:49) |
| Иетеф                  | | Иетеф, из старейшин Исавовых | порабощение                                                         | |
| Иеуил                  | Иеуэль, из Иудина колена | Иеуил а) из сынов Зары, потомок Иуды б) (Иеиел) отец Елифалы | Бог есть истребитель                                                | |
| Иеуй                   | | Иеуй, сын Иуды | Бог — он                                                            | |
| Иеус                   | Иеуш | Иеус а) сын Исава и Оливемы б) вениамитянин из сынов Билгана в) сын Ровоама, ц. иудейского | собиратель                                                          | |
| Иеуц                   | | Иеуц, вениамитянин, сын Шегераима | советник                                                            | |
| Иеуш                   | | Иеуш а) левит-гирсонянин из сынов Шимея б) из колена Вениаминова | сборщик                                                             | |
| Иефер (отец Амассы)    | Иетер, Итра (2) отец Амасы | Иефер (отец Амассы) Иефер (г) отец Амессая | остаток, излишество                                                 | |
| Иефер (Библия)         | Иетер 1) сын Гидеона 3) из «сыновей Иерахмееля» 4) из Ашерова колена, отец Иефунны, Фиспа и Ара | Иефер а) сын судьи Гедеона б) из сынов Эзры в) ассириянин, отец Иефунны, Фиспа и Ара д) из сыновей Иады | величие, превосходство                                              | |
| Иефераам               | Итреам | Иефераам, сын Давида и Эглы (Ифреам от Аглаи) | остаток народа                                                      | |
| Иефонния               | | Иефонния, отец Халева | он будет виден                                                      | |
| Иефунни                | | Иефунни, сын Иефера | он будет виден                                                      | |
| Иеффай                 | Ифтах, Иевфай — сын одного гилеадита | Иеффай, судья, сын Галаада | Бог откроет (освободит, сделает свободным)                          | |
| Иехдия                 | | Иехдия, надзорщик за ослицами ц. Давида | он будет обрадован Господом                                         | |
| Иехиел                 | Иехиель 1) левит-музыкант 2) левит гершонитского рода 3) сын Хакмони 4) сын царя Иегошафата 5) сын Гемана, левит 6) надзиратель за поступлением в храм терумы 7) из «правителей дома Господня» при ц. Иошии 8) отец Обадии 9) отец Шехании 10) священник, женатый на чужеземке 11) сын Элама | Иехиел, Иехиил а) левит-музыкант б) левит из рода Гирсона в) сын Хахмониев г) сын ц. Иосафата д) левит из сынов Емановых е) левит, надзиравший над приношениями ж) из начальников храма при ц. Иосии з) (Иезил) отец Овадии и) отец Шехании (Иехонии) к) сын Харима | Бог есть живущий                                                    | |
| Иехия                  | | Иехия, придверник у Ковчега Завета |                                                                     | |
| Иехомия                | | Иехомия, жена ц. Амасии и мать ц. Озии | могущественный, Божий                                               | |
| Иехония                | Иегоякин, Иегояхин, Иоякин, Иехонья, Иеконьягу, Коньягу — сын Иегоякима, царь иудейский | Иехония - царь, сын Иоакима и Нехушты а) (Хонания) начальник левитов при ц. Иосии б) (Шехания) сын Иоиля | поставленный Богом                                                  | |
| Иецер                  | | Иецер, сын Неффалима | изображённый                                                        | |
| Иешаия                 | | Иешаия а) (Иесия) сын Афалии б) (Осей) левит из потомков Мерари | спасение Господне                                                   | |
| Иешана                 | Иешана, город | Иешана | древний                                                             | |
| Иешебеаб               | Иешебеаб, священник | Иешавав | отеческое жилище                                                    | |
| Иешер                  | | Иешер, сын Халева и Азувы | правдивость                                                         | |
| Иешишай                | | Иешишай, гадитянин | седовласый                                                          | |
| Иешурун                | Иешурун (Израиль) — поэтическое название народа; значение термина неясно | |                                                                     | « И [ел Иаков, и] утучнел Израиль, и стал упрям» (Втор. 32:15) «не бойся, раб Мой, Иаков, и возлюбленный [Израиль], которого Я избрал» (Ис. 44:2)                                       |
| Иешуй Иешуа (Библия)   | Иешуа 1) иудейский город 2) рода из «Бне Пахат Моаб» при Зеруббабеле 3) «Дом Иешуи» — священническая семья 4) «Бне Иешуа» — левитская семья из Вавилонского плена | Иешуй, Иешуя а) священник при Давиде, 9-я священнич. чреда б) город колена Иудина в) левит при Езекии | Бог есть Спаситель                                                  | |

## Из~
| Википедия                                         | ЕЭБЕ | БЭАН | Смысл имени согласно БЭАН и ЕЭБЕ                  | Строка Библии |
| ------------------------------------------------- | --- | --- | ------------------------------------------------- | --- |
| Изебель                                           | Изебель, дочь Этбаала | Иезавель, дочь Ефваала | (финикийск.)                                      | |
| Иззия                                             | | Иззия, Иезия | избранник Божий                                   | «нашлись из сыновей священнических, которые взяли жен иноплеменных… из сыновей Пароша: Рамаия, Иззия…» (Ездр. 10:25)                  |
| Излия                                             | | Излия, вениамитянин | освобождённый Господом                            | «Ишмерай, Излия и Иовав — сыновья Елпаала» (1Пар. 8:18)                                                                               |
| Измаил (Библия)                                   | Исмаил, сын Авраама | Измаил (а) сын Авраама и египтянки Агари | Бог слышит                                        | «родишь сына, и наречешь ему имя Измаил, ибо услышал Господь страдание твое» (Быт. 16:11)                                             |
| Измаил (библейские персонажи)                     | Исмаил 1) сын Нетании 2) сын Ацеля 3) отец Зебадии 4) сын Иегоханана 5) священник из рода Бне-Пашхур | Измаил б) сын Ацеля в) отец Зевадии г) сын Иегоханана д) священник из сынов Пашхура е) сын Нафании |                                                   | |
| Измаильтяне                                       | Исмаэлиты | Измаильтяне, потомки Измаила, 12 сыновей-князей племён |                                                   | |
| Иаков                                             | Израиль, имя Якова | Израиль, имя, данное Иакову, когда он боролся с Богом в лице ангела | Богоборец                                         | |
| Израильское царство                               | Израиль как историческое имя еврейского народа * довавилонский период — история Израиля (12 колен) * послевавилонскийпериод — история иудеев, иудейская история (2 уцелевших колена, Иудино и слившееся с ним Вениаминово) * «Израиль» и «Иегуда» (Иуда) противоположны друг другу | Израиль, царство десяти колен |                                                   | |
| Израильское царство, Северное Израильское царство | Израильское царство (всеизраильское царство Саула, Давида и Соломона) распалось на Северное (Израильское), и Южное (Иудейское) | Израильское царство |                                                   | |
| Шамгуф                                            | Шамгут зархитянин, тысяченачальник ц. Давида | Израильтянин, прозвание Шамгуфа, из главных начальников Давида | потомок Зераха (сына патриарха Иуды)              | |
| Израхия                                           | | Израхия а) сын Уззии б) левит-певец | Бог восходящий, являющийся                        | |
| Изреель                                           | Изреель, город Иудина колена; сын Этама | Изреель а) потомок Иуды б) сын пр. Осии и Гомеры в) город колена Иудина г) город, у греков Ездрилон | Бог посеет (ЕЭБЕ) Богом насаждённый (БЭАН)        | |
| Изреельская долина                                | Изреель, Большое поле Ездраелона, или Ездрелома; равнина Мегиддо; Великое поле у Дотаима; Великая равнина | Изреельская долина, Ездрилон |                                                   | |
| Иили                                              | | Иили, Шала |                                                   | «сынов рабов Соломоновых, сынов Ассапфиофа, сынов Фарира, сынов Иеили» (2Езд. 5:33)                                                   |
| Ииим                                              | Ииим, город в Иудее | Иим |                                                   | «Ваала, Иим и Ацем» (Нав. 15:29) |
| Иисус (Библия)                                    | Иешуа 1) иудейский город 2) род из «Бне Пахат Моаб» 3) «Дом Иешуи», священническая семья, включавшая «Бне Иедаия» 4) «Бне Иешуа», левитская семья | Иисус (греч.) *Иисус Христос а) вефсамитянин, на поле которого остановились коровы с Ковчегом Завета б) градоначальник Иерусалима в) сын Иоседеков, первосвященник г) израильтянин из рода Пахаф-Моава д) левит 7-го месяца е) левит при Зоровавеле ж) отец Езера при Неемии з) и и) два левита во дни Неемии | Иешуа, сокр. от Иегошуа; помощь Иеговы; Спаситель | |
| Иисус-Иуст                                        | — | Иисус (і) Иисус по прозванию Иуст (праведный) | помощь Иеговы                                     | |
| Иисус Навин                                       | Иошуа, Гошеа, Иегошуа, Иисус, в Вульгате «Josue» — сын Нуна (Навина), преемник Моисея из колена Эфраима | Иисус сын Навин, Осия | Иешуа, сокр. от Иегошуа; помощь Иеговы; Спаситель | |
| Бен-Сирах                                         | Бен-Сира автор апокрифа «Мудрость Иисуса, сына Сирахова» (лат. Ecclesiasticus) | Иисус, сын Сирахов *писатель известной свящ. книги *внук, переводчик этой книги на греч. яз. |                                                   | |
| Ииуй                                              | Иегу, сын Иегошафата | Ииуй (а) сын Иосафата, 10-й царь израильский | Господь есть Он                                   | |
| Ииуй (пророк)                                     | | Ииуй (б) иудейский пророк, сын Анании-провидца | Господь есть Он                                   | |
| Ийе-Аварим                                        | | Ийе-Аварим, стан израильтян | развалины Аварима                                 | «остановились в Ийе-Авариме, в пустыне, что против Моава, к восходу солнца» (Чис. 21:11)                                              |
| Ийон (Библия)                                     | Иион, город в Нафталиином уделе | Ийон, город кол. Неффалимова | развалины                                         | |
| Ихавод                                            | Икабод (И-кабод), сын Пинехаса | Ихавод | нет славы у Израиля (ЕЭБЕ) бесславие (БЭАН)       | «назвала младенца: Ихавод, сказав: „отошла слава от Израиля“» (1Цар. 4:21)                                                            |
| Икеш                                              | | Икеш, фекоитянин (из г. Фекоя), отец Иры | прельщающий, лукавый                              | |
| Конья                                             | — | Икония, столица древней Ликаонии |                                                   | |
| Ила (Библия) Эла, царь                            | Эла 1) родоначальник народа Исава 2) сын и преемник царя Баеши 3) сын Калеба 4) отец изр. царя Гошеи 5) вениаминитское семейство в Иерусалиме | Ила а) сын Халева б) сын Ваасы, 4-й царь изр. в) отец ц. Осии г) (Елам) из израильтян при Ездре *Эла (твёрдое дерево, дуб) | дуб; сильный                                      | |
| Илай                                              | | Илай, Цалмон — ахохиянин, воин Давида | высочайший, преисполненный                        | |
| Илам                                              | | Илам а) см. цитату б) два возвратившихся из Вавилонского плена |                                                   | «сынов Илама тысяча двести пятьдесят четыре» (2Езд. 5:12)                                                                             |
| Илиадуд                                           | | Илиадуд, Хенадад, левит, отец Иора |                                                   | |
| Слова Иисуса Христа на Кресте                     | ЕЭБЕ/ | Или, или! Лама савахфани? (сирийск.) | Боже мой! Боже мой! для чего Ты Меня оставил?     | |
| Илий                                              | Эли, Илий — первосвященник в Шило | Илий а) первосвященник и последний судья изр. б) предок Иудифи, из колена Симеонова в) отец Иосифа-обручника | Бог есть высок                                    | |
|                                                   | — | Илиодор, сановник Селевка Филопатора |                                                   | |
| Гелиополь (Древний Египет)                        | Он, Гелиополь | Илиополь, Он, Бефсалис | город солнца                                      | |
| Илия                                              | Илия, пророк | Илия, пророк | мой Бог — моя крепость; Бог есть Господь          | |
| Иллирия                                           | | Иллирик, область в Европе |                                                   | «благовествование Христово распространено мною от Иерусалима и окрестности до Иллирика» (Рим. 15:19)                                  |
| Имадавун                                          | | Имадавун, левит |                                                   | «приставили левитов от двадцати лет к делам Господним:… и сыновья Имадавуна» (2Езд. 5:56)                                             |
| Именей                                            | — | Именей, еретик века апостольского |                                                   | |
| Иммануил                                          | Иммануэль, символическое имя | Еммануил, еврейск. имя Господа Иисуса | с нами Бог                                        | «Сам Господь даст вам знамение: се, Дева во чреве приимет и родит Сына, и нарекут имя Ему: Еммануил» (Ис. 7:14)                       |
| Иммер (Библия)                                    | Иммер 1) местность рядом с Керубом и Аданом 2) род из 1052 чел. | Иммер а) священник с многочисл. потомством при Давиде б) местность в Вавилонии | высокий, возвышенный                              | |
| Имна                                              | | Имна а) сын Асира б) сын Гелема в) отец Коре | препятствующий                                    | |
| Имра                                              | | Имра, сын Цофаха | сопротивление                                     | |
| Имрий                                             | | Имрий а) потомок Фареса б) отец Закхура | красноречивый                                     | |
| Индия                                             | Индия, Офир, «Be-Hindoe» | Индия |                                                   | «сделал царь Дарий большой пир … и начальникам подвластных ему стран от Индии и до Ефиопии в ста двадцати семи сатрапиях» (2Езд. 3:2) |

## Ио~
| Википедия                   | ЕЭБЕ | БЭАН | Смысл имени согласно БЭАН и ЕЭБЕ                            | Строка Библии |
| --------------------------- | --- | --- | ----------------------------------------------------------- | --- |
| Иоав                        | Иоаб, военачальник — сын Церуи | Иоав, племянник Давида, сын Саруии | Господь есть Отец                                           | |
| Иоав (Библия)               | Иоаб 1) сын Сераи 2) глава рода (2812 чел), возвратившегося из Вавилонского плена с Зеруббабелем 3) глава рода (218 чел.), прибывшего из Вавилонии с Эзрой | Иоав б) сын Сераии в) предок семейства возвратившихся из Вавилона с Зоровавелем | Господь есть Отец                                           | |
| Иоавдий                     | | Иоавдий, Авдий — из израильтян при Ездре |                                                             | |
| Иоадан                      | | Иоадан, Гедалия — священник при Ездре |                                                             | |
| Иоаким (царь Иудеи)         | Иегояким (Иоаким), 8-й иудейский царь, сын Иошии и Зебуды; преемник брата Иегоахаза | Иоаким, Елиаким (а) сын Иосии, брат и преемник Иохаза, ц. иудейского | Бог восставляет                                             | |
| Иоаким (Библия)             | Иояким 1) первосвященник, сын Иешуи (Иошуи) и отец Элиашиба (при Ездре и Неемии) 2) первосвященник при Юдифи | Иоаким б) первосвященник, сын Хелкии в) муж Сусанны г) первосвященник при Иудифи д) первосвященник при Ездре и Неемии е) сын Зоровавеля; по другим — сын Иисуса, сына Иоседекова | Бог восставляет                                             | |
| Иоанан                      | Иоханан 13) первосвященник, сын Азарии и отец Азарии 9) иудейский военачальник, друг Гедалии | Иоанан а) первосвященник, сын Азарии б) сын Карея, военачальник при Годолии | Господь милосерд, благ                                      | |
| Иоанн (Библия)              | Иоханан 14) из рода Азгада при Эзре 8) из «Бне-Бебай», имевший чужеземныю жену | Иоанн а) (Иоханан) сын Акатана б) (Иоханан) израильтянин при Ездре в) отец Маттафии г) (Иосиф) сын Маттафии, прозванный Гаддис (счастливый) д) отец Евполема ж) посланник к Лисию и) родственник первосвящ. Анны и судья | благодать Божия                                             | |
| Иоанн Гиркан I              | Гиркан I, Иоханан | Иоанн (е) (Иоанн Гиркан) сын Симона | благодать Божия                                             | |
| Марк-Иоанн                  | — | Иоанн (з) Иоанн, называемый Марком, апостол из 70 | благодать Божия                                             | |
| Иоанн Богослов              | — | Иоанн — апостол и евангелист | благодать Божия                                             | (Мф. 4:21) |
| Иоанн Креститель            | Креститель Иоанн | Иоанн Предтеча и Креститель | благодать Божия                                             | |
| Иоанна Мироносица           | — | Иоанна, жены Хуза | дар Божий                                                   | |
| Иоаннан                     | — | Иоаннан, сын Рисая и отец Иуды в родословии Иисуса Христа |                                                             | (Лук. 3:27) |
| Иегоиарив                   | Иегояриб (1) знатный священник при Давиде | Иоарив (Иегоиарив), глава одной из 24 священнических черед | которого защитит Иегова                                     | |
| Иоас (царь Иудеи)           | Иоаш (1) сын Ахазии, царь иудейский | Иоас (а) царь иудейский, сын Охозии | Бог подпора                                                 | |
| Иоас (царь Израиля)         | Иегоаш — сын Иегоахаза | Иоас (б) царь израильский, сын Иоахаза | Бог подпора                                                 | |
| Иоас (отец Гедеона)         | Иоаш, отец Гидеона | Иоас (в) отец Гедеона | Бог подпора                                                 | (Суд. 6:11) |
| Иоас (Библия)               | Иоаш 3) «сын царя», приближённый изр. царя Ахаба 4) сын Шелы 5) сподвижник Давида из окружавших его в Циклаге | Иоас е) сын Ахава, царя изр. д) сын Шемаи, перешёл к Давиду в Секелаге | Бог подпора                                                 | |
| Иоас, сын Бехера            | Иоаш (1) сын Бехера при Давиде | Иоаш, сын или потомок Бехера | Бог подпора Бог есть споспешник                             | «Сыновья Бехера: Земира, Иоаш…» (1Пар. 7:8)                                                                            |
| Иоас (слуга Давида)         | Иоаш (2) хранитель масляных складов у Давида | Иоас г) заведовал у Давида запасами оливк. масла | Бог подпора                                                 | «над запасами деревянного масла — Иоас» (1Пар. 27:28)                                                                  |
| Иоафам, царь                | Иотам (2) царь иудейский, сын Уззии и Иеруши | Иоафам, сын и преемник иуд. ц. Озии Иофам (б) царь иуд., сын Озии (Азарии) | Бог совершен, беспорочен Бог праведен, совершен             | |
| Иоах                        | Иоах 1) сын Асафа, секретарь ц. Хизкии 2) сын Иоахаза, секретарь ц. Иошии 3) сын Зиммы, левит 4) сын Обед-Эдома, храмовый привратник при Давиде | Иоах а) левит, потомок Гирсона б) сын Овед-Едома, привратник в) сын Асафа, дееписатель при ц. Езекии г) сын Зимми д) сын Иоахаза, дееписатель ц. Иосии | Бог есть брат                                               | |
| Иоахаз (царь Израиля)       | Иегоахаз, Иоахаз — 1) сын Иегу, царь израильский | Иоахаз (а) царь изр. сын Ииуя, | которого укрепляет Бог                                      | |
| Иоахаз (царь Иудеи)         | Иегоахаз, Иоахаз, Шаллум — 2) сын Иошии, иудейский царь | Иоахаз, Саллум — б) сын Иосии, царь иуд. | которого укрепляет Бог                                      | |
| Охозия (царь Иудеи)         | Иегоахаз, Иоахаз (3) сын Иегорама, переименовался в Ахазию | Охозия (б) сын Иорама и Гофолии | которого поддерживает Иегова                                | «не осталось у него сына, кроме Охозии, меньшего из сыновей его» (2Пар. 21:17)                                         |
| Иоахаз (отец Иоаха)         | Иегоахаз, Иоахаз (4) отец Иоаха, писца при ц. Иошии | Иоахаз | которого поддерживает Иегова                                | «он послал … Иоаха, сына Иоахазова, дееписателя, возобновить дом Господа Бога своего» (2Пар. 34:8)                     |
| Иофам (сын Гедеона)         | Иотам (1) сын Гидеона | Иофам, (а) сын судьи Гедеона (Иеровоама) | Бог совершен, беспорочен                                    | «рассказали об этом Иофаму, он … стал на вершине горы Гаризима и… кричал …: послушайте меня, жители Сихема» (Суд. 9:7) |
| Иофам (сын Иегдая)          | Иотам (3) из сыновей Иегдая, из калебитов | Иофам (в) из сынов Иегдая | Бог совершен, беспорочен                                    | «Сыновья Иегдая: Регем, Иофам» (1Пар. 2:47)                                                                            |
| Иоаш из Моава               | | Иоаш из Моава, потомок Иуды через его сына Силома | Бог есть споспешник                                         | «и Иоаш и Сараф, которые имели владение в Моаве» (1Пар. 4:22)                                                          |
| Иов                         | Иов, герой Книги Иова | Иов (б) страдалец из страны Уц (Хуаран), чья история именуется Книгой Иова | угнетённый, или враждебно преследуемый                      | |
| Иашув                       | | Иов, Иашув — а) сын Иссахара |                                                             | «Сыны Иссахара: Фола и Фува, Иов и Шимрон» (Быт. 46:13)                                                                |
| Иовав                       | Иобаб 1) из иоктанидов 2) сын Зераха из Бацры, 2-й царь эдомский 3) ханаанейский царь Мадона 4) вниаминит, сын Шахараима 5) вниаминит, сын Элпаала | Иовав а) из сынов Иоктана б) сын Зераха из Восоры и 2-й царь едомский в) царь мадонский г) потомок Вениамина д) из сынов Елпаала | восклицание, вопль                                          | |
| Иогбега                     | Иогбега, местность колена Гадова | Иогбега, город колена Гадова | вознесённый                                                 | |
| Иоглий                      | Иогли | Иоглий, отец Буккия | отведённый в ссылку                                         | |
| Иод (Библия)                | | Иод (Иуда) — левит при Ездре |                                                             | «и сыновья Иода, сына Илиадудова» (2Езд. 5:56)                                                                         |
| Иодай                       | | Иодай, Иоддай (г) первосвященник при Иосафате | хранимый Богом                                              | |
| Иодай (Библия)              | | Иодай, Иоддай а) отец Ванеи б) князь племени Ааронова с 3700 священников в) сын Ванеи, советник при Давиде д) первосвященник при Седекии | хранимый Богом                                              | |
| Иоед                        | | Иоед, вениамитянин | свидетель Иеговы                                            | |
| Иоезер                      | | Иоезер, кореянин | помощь Иеговы                                               | |
| Иоела                       | Иоэла,сын Иерохама | Иоела, сын Иорохама | Бог помощник                                                | |
| Иоель                       | Иоель 1) старший сын пр. Самуила 2) (Игал) брат Натана 3) симеонитский князь 4) реубенит 5) глава Гадова колена 7) сын Израхии 8) левит из рода Гершона 9) сын Иехиели 10) сын Педаи 11) из «Бне-Небо», имевший жену язычницу 12) сын Зихри | Иоель а) сын Азарии, левит при ц. Езекии б) (Иуил) израильтянин из сынов Нево | Иегова есть Бог                                             | |
| Иоиль (пророк)              | Иоель, пророк | Иоиль пророк — н) сын Вафуила | Иегова есть Бог                                             | |
| Иозавад                     | Иозабад 1) три героя Давида в Циклаге 2) надзиратель у ц. Хизкииза «терумой» 3) глава левитов при ц. Иошии 4) сын Иешуи, левит, хранитель казны 5) из «Бне-Пашхур» священник 6) левит из того же списка 7) современник Нехемии 8) левит при Нехемии | Иозавад а), б) 2 тысяченачальника в) смотритель при ц. Езекии г) начальников левитов при ц. Иосии д) вениамитянин из Гедеры е) (Иосавдос) сын Иисусов из левитов ж) (Окодил) священник из сынов Пашхура з) левит, женатый на иноплеменнице и) (Иозавд) левит у первосвященника Ездры к) левит Иерусалимского храма л) (Забвай) израильтянин при Ездре | Господь даровал                                             | |
| Иозакар                     | Иозахар (Забад), сын Шимеат-аммонитянки, слуга и убийца ц. Иоаша | Иозакар (Завад), из заговорщиков, убивших ц. Иоаса | Бог помнит                                                  | |
| Иозиил                      | | Иозиил, сын Захарии | Бог смотрит                                                 | |
| Иоиада                      | Иояда 1) сын Пaceaxa 2) сын первосвященника Элиашиба | Иоиада а) первосвященник, сын Елиашива б) сын Пассаха | которого знает Бог                                          | «Елиашив родил Иоиаду» (Неем. 12:10) «Старые ворота чинили Иоиада, сын Пасеаха» (Неем. 3:6)                            |
| Иоиадда                     | | Иоиадда, сын Ахаза | Господь украсит                                             | |
| Иегоиарив, Иоиарив (Библия) | Иегояриб 1) знатный священник при Давиде 2) священник при Зеруббабеле | Иоиарив а) глава 1-й из 24-х священнических очередей б) сын Захарии в) священник при Зоровавеле г) (Иоривон) посланник из Вавилона | которого защитит Господь                                    | |
| Иоиль (Библия)              | | Иоиль а) начальник рода в колене Симоновом б) сын пророка Самуила в) потомок Рувима г) главный в земле Васанской д) из потомков Иссахаровых при Давиде е) (Игал) воин Давида ж) левит, начальник сынов Гирсоновых з) сын Федаии и) прозорливец разделенного царства Соломонова і) левит из сынов Лаедана к) из сынов Иехиела, сына Лаеданова л) сын Зихри, вениамитянин м) (Иехиил) отец Иехонии                                                                                                   | Иегова есть Бог                                             | |
| Иокдам                      | Иокдеам | Иокдам, город | гнев народа                                                 | |
| Иоким                       | | Иоким, из сынов Силома | которого восстановляет Бог                                  | |
| Иокмеам                     | Иокмеам, Кибцаим | Иокмеам, город | место народного собрания                                    | |
| Иокнеам                     | Иокнеам, древняя ханаанейская столица у Кармеля | Иокнеам при Кармиле, город | владение народа                                             | |
| Иоктан                      | Иоктан (Кахтан), сын Эбера | Иоктан, сын Евера | малый                                                       | |
| Иокфеил                     | Иоктеэль, город | Иокфеил а) город колена Иудина б) идумейский город, прежде Села или Петра | крепость Божья (ЕЭБЕ) покорённый, порабощенный Богом (БЭАН) | |
| Иокшан                      | Иокшан, сын Авраама и Кетуры | Иокшан, сын Авраама и Хеттуры | птицелов                                                    | |
| Йом-кипур                   | Иом-Киппур, Иом га-Киппурим, праздник Всепрощения | |                                                             | «это суббота покоя для вас» (Лев. 16:31) «день очищения, да будет у вас священное собрание» (Лев. 23:26)               |
| Ион (Библия)                | | Ион, город | груда или развалины                                         | |
| Иона (пророк)               | Иона, пророк при Иеробеаме II, сын Амиттаи из Гат-Хефера | Иона пророк при Иеровоаме, сын Амафия из Гафхефера | голубь                                                      | |
| Иона (Библия)               | Иона | Иона а) (Елгезер) левит, женатый на иноплеменнице б) отец апостола Петра | голубь                                                      | |
| Ионав                       | | Ионав, Ионафан, из израильтян при Ездре |                                                             | |
| Ионадав                     | | Ионадав а) сын Рехава (Рихава) б) племянник Давида | Господь-щедродатель                                         | |
| Ионан                       | | Ионан а) (Иоханан) сын Елиасива б) сын Елиакима и отец Иосифа в родословии Иисуса Христа |                                                             | |
| Ионафан, сын Саула          | Ионатан (1) | Ионафан (3) | дар Божий                                                   | |
| Ионафан (Библия)            | Ионатан 2) сын Гершома 3) сын Абиатара 4) сын Шимеи 5) сын Шаге 6) писец при Цидкии 7) сын Кареха 8) сын Яды и отец Пелета 9) сын Уззии 10) дядя Давида 11) левит при Иегошафате 12) сын Асаеля 13) сын Иегояды и отец Яддуи 14) два священника при Иоякиме 15) сын Авессалома 16) священник                                                                    | Ионафан, греч. Феодор а) сын Гирсона, левит б) сын Иады г) сын первосвящ. Авиафара д) сын Сафая е) воин Давида, сын Яшена (сын Шаге Гараритянин) ж) дядя Давида з) сын Узии и) (левит при ц. Иосафате і) тайнописец при ц. Седекии к) сын Карея л) (Ионав) отец Еведа м) сын Асала н) (Иоханан) первосвященник, сын Иоиады и отец Иаддуя о) священник из дома Мелиху п) священник из дома Шемаии р) отец Захарии с) сын Семея т) сын священника Маттафии у) сын Авессалома ф) священник при Неемии | дар Божий                                                   | |
| Яффа                        | Яффа, Яфа, Иоппия | Иоппия, Яффа, город | прекрасный                                                  | |
| Иора (Библия)               | | Иора, Хариф, Арсифуриф | ранний дождь                                                | |
| Иорай                       | | Иорай, гадитянин |                                                             | |
| Иорам                       | Иегорам, Иорам 1) сын Ахаба 2) царь иудейский, сын Иегошафата | Иорам а) сын Фоя, ц. емафского б) сын Ахава, царь израильский в) сын Иосафата, царь иудейский г) священник при Иосафате д) левит, предок Шеломифа е) (Иозавад) тысяченачальник при ц. Иосии | Бог высок                                                   | |
| Иордан                      | Иордан, главная река Палестины | Иордан | течение, ниспадение                                         | |
| Иорданская долина           | | Иорданская долина |                                                             | |
| Иорданская земля            | | Иорданская земля |                                                             | «воспоминаю о Тебе с земли Иорданской, с Ермона, с горы Цоар» (Пс. 41:7)                                               |
| Иорив                       | | Иорив, Иарив, священник |                                                             | |
| Иоривон                     | | Иоривон, Иарив, начальствующий иудей в Вавилоне |                                                             | |
| Иорим                       | — | Иорим, сын Матфата в родословии Иисуса |                                                             | |
| Иоркеам                     | | Иоркеам | распространение народа                                      | «Шема родил Рахама, отца Иоркеамова» (1Пар. 2:44)                                                                      |
| Иосавдос                    | | Иосавдос, Иозавад, сын Иисуса, из левитов |                                                             | |
| Иосавеф                     | Иегошеба, Иегошабеат, дочь Иегорама | Иосавеф, дочь Иорама, ц. иудейского, и жена первосвященника Иодая | Бог есть клятва                                             | |
| Иосафат                     | | Иосафат а) сын Асы, царь иудейский б) сын Ахилуда в) сын Паруаха г) отец царя Ииуя д) священников, сопровождавший Ковчег Завета е) воин Давида, мифниянин | Господь есть Судия                                          | |
| Иосафатова долина           | | Иосафатова долина |                                                             | |
| Иосафий                     | | Иосафий, Иосифия — отец Асалимофа |                                                             | |
| Иоседек                     | Иегоцадак | Иоседек, сын первосвященника Сераии (Сарея) | Господь праведен                                            | |
| Иосий                       | — | Иосий а) сын Елиезера в родословии Иисуса б) брат Иисуса |                                                             | |
| Иосиф (сын Иакова)          | Иосиф, сын Якова (а) старший сын патриарха Иакова и Рахили | Иосиф | прибавление, присовокупление                                | |
| Иосиф (Библия)              | Иосиф 1) отец иссахарита Игеала 2) асафит-музыкант 3) из «Бне-Бани» 4) священник, глава рода Шебании при Иоакиме 5) сын Зехарии 6) предок Юдифи | Иосиф б) отец Игала в) сын певца Асафа г) под домом Иосифа разумеются колена Ефремово и Манассиино д) израильтянин, сын Вания е) священник дома Шевании при Иоакиме ж) предок Иудифи з) военачальник, разбитый Горгием и) из братьев Иуды Маккавея і) в родословии Иисуса сын Иоаннов, современник Охозии к) также в родословии Иисуса сын Иуды, потомка Зоровавеля л) обручник Девы Марии м) (Деян. I, 23) Иосиф Варсава, прозванный Иустом н) Иосиф Аримафейский                                 | прибавление, присовокупление                                | |
| Иосифия                     | | Иосифия (Иосафий), отец Шеломифа | Богом приумноженный                                         | |
| Иосия                       | Иошия 1) царь иудейский, сын Амона 2) сын Цефаньи из Вавилонии, принесший палестинцам золото | Иосия а) сын и преемник Аммона, царь иудейский б) сын Амасии в) сын Софонии г) левит, прозванный Варнавой | Бог поддерживает, защищает                                  | |
| Иотвафа                     | Иотбата (Ятебат), страна водных потоков | Иотвафа, стан израильтян | доброта, приятность                                         | |
| Иофор                       | Итро, Иетер, Реуель, Хобаб — отец Циппоры | Иофор,священник мадиамский, тесть Моисея | превосходство                                               | |
| Иоха                        | Иоха 1) вениаминит из рода Берии 2) воин Давида | Иоха а) вениамитянин из сынов Берии б) сын Шимрия, фициянин, воин Давида | Господь живит                                               | |
| Иохаведа                    | Иохебед | Иохаведа, мать Моисея | слава Иеговы                                                | |
| Иоханан                     | Иоханан ) священник при Нехемии 2) сын Элиашиба, первосвященник 3) священник при Нехемии 4) сын Тобии 5) сын Мешелемии 6) военачальник иуд. при ц. Иегошафате 7) отец Азарии эфраимита 8) из «Бне-Бебай» 9) иуд. военачальник, друг Гедалии 10) сын ц. Иошии 11) сын Элиоэная 12) два воина Давида в Циклаге 13) первосвященник, отец Азарии 14) из рода Азгада | Иоханан ) сын Елиоеная б) воин Давида в) гадитянин, присоединившийся к Давиду г) начальник тысяч Иудиных д) (Иоанан) военачальник при Годолии е) (Иоанн) сын Гаккатана ж) (Ионан) сын Елиашива з) (Иоанн) сын Бевая и) сын Товии к) священник дома Амарии л) сын первосвященника Иоиады, отец Иаддуя м) певец-левит | Господь милостиво даровал                                   | |
| Иошавам                     | Иошафат 1) сподвижник Давида 2) левит-музыкант | Иошавам | народ возвратится                                           | |
| Иошавия                     | | Иошавия,воин Давида, сын Елнаама | Бог самодоволен                                             | |
| Иошбекаша                   | | Иошбекаша, сын царского прозорливца Емана | затруднительное положение                                   | |
| Иошиви                      | | Иошиви, отец Иегу | Господь дает жилище                                         | |
| Иисус Навин                 | Иошуа,Иегошуа | Иисус сын Навин |                                                             | |
| Иисус (первосвященник)      | Иошуа, Иешуа, сын Иегоцадака | Иисус (в) сын Иоседеков, первосвященник иуд. |                                                             | «показал он мне Иисуса, великого иерея, стоящего перед Ангелом» (Зах. 3:1)                                             |
| Иоя                         | | Иоя,отец Дана |                                                             | |
| Иоярив                      | | Иоярив а) начальствующий при Ездре б) предок Маасеи в Иерусалиме в) отец Иедаии | отмститель                                                  | |

## Ир~
| Википедия                  | ЕЭБЕ                                                                            | БЭАН | Смысл имени согласно БЭАН и ЕЭБЕ                          | Строка Библии |
| -------------------------- | ------------------------------------------------------------------------------- | --- | --------------------------------------------------------- | --- |
| Ир (сын Иуды)              | Эр 1) сын Иуды 2) сын Шелы                                                      | Ир а) вениамитянин б) первенец Иуды в) сын Халева г) сын Силома д) лицо в родословии Господа | бодрствующий                                              | |
| Ира                        | Ира 1) сын Иккеша 2) родом из Итри 3) из Яира                                   | Ира а) сын Иккеша б) иаритянин в) итритянин | города                                                    | |
| Ирад                       | Ирад, каинит                                                                    | Ирад, сын Эноха, отец Мехиаеля | дикий осел                                                | (Быт. 4:18) |
| Ирам (Библия)              | Ирам, глава или сам клан эдомитский                                             | Ирам | городской                                                 | (Быт. 36:43) «имена старейшин Исавовых… старейшина Ирам» |
| Гелиополь (Древний Египет) | Ир-га-герес, Ир га-херес, Ир га-цедек (город справедливости) см. Ир-Шемеш       | Илиополь, Он, Бефсалис | город разрушения (Ир-га-герес) город солнца (ир га-херес) | (Ис. 19:18) «пять городов в земле Египетской будут говорить языком Ханаанским и клясться Господом Саваофом; один назовется городом солнца»                    |
| Иреия                      | Иреия, сын Шелемии                                                              | Иреия, сын Селемии | Господь увидит (ЕЭБЕ) он узрит Бога (БЭАН)                | (Иер. 37:13, 14) |
| Иремоф                     |                                                                                 | Иремоф а) вениамитянин, сын Бехера б) вениамитянин, сын Берии в) (Иеримоф) левит, сын Мушия г) (Иеримоф) израильтянин, сын Елама д) (Иаримоф) израильтянин, сын Заффу | высоты                                                    | |
| Иреон (город)              | Иреон                                                                           | Иреон, город | ужасный, страшный                                         | (Нав. 19:38) |
| Ири (Библия)               |                                                                                 | Ири, вениамитянин, сын Белы | Бог — страж                                               | (1Пар. 7:7) |
| Ир-Мелах                   |                                                                                 | Ир-Мелах, город | город соли                                                | (Нав. 15:62) |
| Наас (город)               | Ир-Нахаш                                                                        | Наас (д) город колена Иудина |                                                           | (1Пар. 4:12) «Ештон родил… Техинну, отца города Нааса» |
| Ирод I Великий             | Ирод I                                                                          | Ирод (а) Великий — царь иудейский, сын Антипатра |                                                           | (Мф. 2:1) |
| Ирод (Библия)              |                                                                                 | Ирод б) Ирод Архелай в) Ирод Агриппа II г) Ирод Антипа д) Ирод Агриппа е) Ирод Филипп I ж) Ирод Филипп II |                                                           | |
| Иродиада                   | Иродиада, дочь Аристобула и Береники                                            | Иродиада, внучка Ирода Великого |                                                           | (Мф. 14:3) «Ирод, взяв Иоанна, связал его и посадил в темницу за Иродиаду, жену Филиппа, брата своего, потому что Иоанн говорил ему: не должно тебе иметь ее» |
| Иродиане                   |                                                                                 | Иродиане, династия |                                                           | (Мк. 3:5, 6) «стала рука его здорова, как другая. Фарисеи, выйдя, немедленно составили с иродианами совещание против Него»                                    |
| Иродион (апостол от 70)    | —                                                                               | Иродион |                                                           | (Рим. 16:11) «Приветствуйте Иродиона, сродника моего» |
| Ирфеил                     |                                                                                 | Ирфеил, город | Богом врачуемый                                           | (Нав. 18:27) «колену сынов Вениаминовых… принадлежали… Рекем, Ирфеил и Фарала»                                                                                |
| Иршемеш                    | Ир-Шемеш, Гар-херес (гора солнца) см. Ир-га-герес                               | Иршемеш, город | город солнца                                              | (Нав. 19:41) «Колену сынов Дановых … вышел жребий седьмой; пределом удела их были: Цора, Ештаол и Ир-Шемеш»                                                   |
| Исаак                      | Исаак, 2-й патриарх, сын Авраама и Сарры                                        | Исаак | смех                                                      | (Быт. 21:1—7) |
| Исав                       | Исав, сын Исаака и Ребекки                                                      | Исав (а) или Эдом (красный), родоначальник идумеев, сын Исаака и Ревекки | волосатый, косматый                                       | (Быт. 25:25) |
| Циха                       |                                                                                 | Исав (Циха), служитель храма |                                                           | (2Езд. 5:29) |
| Исаия                      | Исаия, пророк                                                                   | Исаия пророк | спасение Иеговы                                           | (4Цар. 20:1) |
| Исаия (Библия)             |                                                                                 | Исаия а) сын Ханании б) сын Идифуна в) сын Рехавии г) из предков Саллу, вениамитянин | спасение Иеговы                                           | |
| Исбосеф                    | Адино га-Эцни, Иошеб Башебет, Эшбаам Тахкемонит (или Хакмонит)                  | Исбосеф, ахаманитянин, воин Давида | живущий в мире                                            | (2Цар. 23:8) «Вот имена храбрых у Давида: Исбосеф Ахаманитянин, главный из трех»                                                                              |
| Исдаил                     |                                                                                 | Исдаил при Зоровавеле |                                                           | (2Езд. 5:33) «Служителей при храме… сынов Исдаила» |
| Иска (дочь Арана)          | Иска, дочь Гарана                                                               | Иска, дочь Арана | Иегова есть созерцатель                                   | (Быт. 11:29) |
| Иуда Искариот              | —                                                                               | Искариот, Ишкариоф Иуда (л) Искариотский | муж из Кариофа                                            | (Мф. 26:14) (Мф. 10:4) |
| Искупитель                 | Гоэль, искупитель                                                               | Искупитель |                                                           | (Иов. 19:25) «я знаю, Искупитель мой жив» |
| Исмаир                     |                                                                                 | Исмаир, из израильтян при Ездре |                                                           | (2Езд. 9:34) |
| Исмахия                    |                                                                                 | Исмахия, следивший за приношениями | Богом поддержанный                                        | (2Пар. 31:13) |
| Испания                    | Испания, Иберия, Гесперия                                                       | Испания |                                                           | (1Мак. 8:3) «Иуда услышал о славе Римлян… о том, что сделали они в стране Испанской, чтобы овладеть находящимися там серебряными и золотыми рудниками»        |
| Иссахар                    | Иссахар, 9-й сын Якова и 5-й у Леи                                              | Иссахар (б) 5-й сын Иакова и Лии | плата, награда (ЕЭБЕ) воздаяние, награда (БЭАН)           | (Быт. 30:18) «Лия: Бог дал возмездие мне за то, что я отдала служанку мою мужу моему. И нарекла ему имя: Иссахар [что значит возмездие].»                     |
| Иссахар (сын Овед-Едома)   |                                                                                 | Иссахар (а) 7-й сын Овед-Едома | плата, награда (ЕЭБЕ) воздаяние, награда (БЭАН)           | (1Пар. 26:5) «Сыновья Овед-Едома: первенец Шемаия… четвертый Сахар, пятый Нафанаил, шестой Аммиил, седьмой Иссахар»                                           |
| Иссахарово колено          | Иссахар, колено                                                                 | Иссахарово колено |                                                           | (Нав. 19:17—23) |
| Иссоп                      | Иссоп, растение                                                                 | Иссоп |                                                           | (Исх. 12:22) Моисей: «возьмите пучок иссопа, и обмочите в кровь, которая в сосуде, и помажьте перекладину и оба косяка дверей кровью»                         |
| Исталкур                   |                                                                                 | Исталкур, отец Уфия |                                                           | (2Езд. 8:40) |
| Истов                      | Иш-Тоб                                                                          | Истов, племя или страна | муж из земли Това; муж Това                               | (2Цар. 10:6—8) «из Истова двенадцать тысяч человек» |
| Италия                     | Италия                                                                          | Италия, юг — Великая Греция |                                                           | (Деян. 18:2) |
| Иттай                      | Иттай 1) филистимский военачальник из Гата 2) сподвижник Давида из Гибеи (Гебы) | Иттай, сын Рибая из Гивы | сущий, живой                                              | |
| Итта-Кацин                 |                                                                                 | Итта-Кацин, город |                                                           | (Нав. 19:13) |
| Итурея                     | Итурея, итурейцы                                                                | Итурея, по имени Иетура, сына Измаила |                                                           | (Лук. 3:1) |
| Иувал                      | Юбал                                                                            | Иувал, сын Ламеха и Ады | протяжный звук; или рог, труба                            | (Быт. 4:21) |
| Иуда                       | Иуда и Иудино колено                                                            | Иуда, а) 4-й сын Иакова и Лии | хвала Иеговы; хвалите Господа                             | (Быт. 35:23) |
| Иуда Маккавей              | Иуда Маккавей                                                                   | Иуда (е) Маккавей, сын священника Маттафии |                                                           | (2Мак. 4) |
| Иуда (Библия)              |                                                                                 | Иуда б) левит в) левит при Ездре г) вениамитянин, сын Сенуи д) вероятно, тождественный с (в) ж) сын Халфиев (Алфеев) з) иерусалимец при посольстве в этот город Аристовула и) сын Симона і) сын Иосифа в родословии Иисуса к) сын Иоаннанов, также в родословии Иисуса м) Иуда Вирсава н) из Дамаска о) Иуда гаваонитянин (галилеянин) |                                                           | |
| Апостол Фаддей             | —                                                                               | Иуда апостол, Фаддей |                                                           | (Лук. 6:16) |
| Иудейская пустыня          |                                                                                 | Иудейская пустыня |                                                           | (Нав. 15:61, 62) |
| Иудейское царство          | Иудейское царство                                                               | Иудейское царство двух колен: Иудина и Вениаминова |                                                           | |
| Иудея                      | Иудея, область в Палестине                                                      | Иудея |                                                           | (Нав. 15:1) |
| Иудино колено              | Иудино колено                                                                   | Иудино колено |                                                           | (Нав. 15) |
| Иудины горы                |                                                                                 | Иудины горы, нагорная страна |                                                           | (Лук. 1:39) |
| Юдифь                      | Юдифь                                                                           | Иудифь, дочь Мерарии | Иудеянка                                                  | (Иудифь. 8:1) |
| Иудия                      |                                                                                 | Иудия, жена Мереда | Иудеянка                                                  | (1Пар. 4:18) |
| Иуил                       |                                                                                 | Иуил (Уел; Иоель), сын Ваания и сын Ефма |                                                           | (2Езд. 9:34, 35) |
| Иуст (Библия)              | —                                                                               | Иуст а) см. Варсава б) прозелит из Коринфа в) Иисус, прозванный Иустом | праведный                                                 | |
| Иушав Хесед                |                                                                                 | Иушав Хесед, из сынов Зоровавеля | возврат милости                                           | (1Пар. 3:20) «Сыновья же Зоровавеля: Мешуллам и Ханания, и Шеломиф, сестра их, и еще [5 (число)\|пять]: Хашува, Огел, Берехия, Хасадия и Иушав-Хесед»         |
| Ифамар                     | Итамар                                                                          | Ифамар, сын Аарона | страна пальм                                              | (Исх. 4:23) |
| Ифдия                      |                                                                                 | Ифдия, вениамитянин, сын Шашака | Иегова свободитель                                        | (1Пар. 8:25) |
| Ифиил                      | Итиель 1) вениаминит при Нехемии 2) мудрец, ученик Агура                        | Ифиил а) кому Агур, сын Иакеев, передавал изречения б) из предков Саллу, вениамитянин | с которым Бог                                             | |
| Ифла                       | Итла                                                                            | Ифла, город | высокий, возвышенный                                      | (Нав. 19:42) |
| Ифма                       | Итма                                                                            | Ифма, моавитянин, воин Давида | сирота                                                    | (1Пар. 9:46) |
| Ифнан                      | Итнан, город                                                                    | Ифнан | подаренный по Фюрсту — укреплённое место                  | (Нав. 15:23) |
| Ифран (Библия)             |                                                                                 | Ифран а) сын Дишона, хорреянин б) из сынов Цофаха | остаток, избыток                                          | |
| Ифреам                     | Итреам, сын Давида и Эглы                                                       | Ифреам (Иефераам) | остаток, избыток                                          | (1Пар. 3:3) |
| Ифриянин                   |                                                                                 | Ифриянин — 2 воина стражи Давида, Ира и Гареб |                                                           | (2Цар. 23:38) |
| Ифтах (город)              |                                                                                 | Ифтах, город | открытый                                                  | (Нав. 15:43) |
| Ифтах-Ел                   | Ифтах-Эль                                                                       | Ифтах-Ел | долина Божия                                              | (Нав. 19:14—27) «сынам Завулоновым… поворачивает предел от севера к Ханнафону и оканчивается долиною Ифтах-Ел»                                                |
| Ихавод                     | Икабод, сын Пинехаса                                                            | Ихавод, сын Финееса | бесславие                                                 | (1Цар. 4:21) |
| Ихубба                     |                                                                                 | Ихубба, сын Шемера | он будет скрыт                                            | (1Пар. 7:31—34) |
| Ицгар                      |                                                                                 | Ицгар, сын Каафа | блистающий                                                | (Исх. 6:18, 21) |
| Ицрий                      |                                                                                 | Ицрий (Цери) — сын Идифуна | изображение, образ                                        | (1Пар. 25:3, 11) |
| Ишбак                      | Ишбак                                                                           | Ишбак, сын Авраама и Хеттуры | оставленный                                               | (Быт. 25:2) |
| Ишбах                      |                                                                                 | Ишбах, отец Ешфемои | хвалящийся                                                | (1Пар. 4:17) |
| Ишва, Ишви                 | Ишви (2) сын Ашера                                                              | Ишва, два сына Асира | равный себе                                               | (Быт. 46:17) |
| Ишгод                      |                                                                                 | Ишгод, сын Молехефы | муж красоты                                               | (1Пар. 7:18) |
| Иший                       |                                                                                 | Иший а) потомок Эсромов, из рода Иудина б) отец Зохева и Бензохева в) симеонитянин | избавитель, победитель                                    | |
| Ишимиил                    |                                                                                 | Ишимиил, симеонитянин | Богом поставленный                                        | (1Пар. 4:36) |
| Ишма (Библия)              |                                                                                 | Ишма, сын Етама | обитатель пустыни                                         | (1Пар. 4:3) |
| Ишмаия                     | Ишмаия, Ишмаиягу 1) воин Давида 2) зебулунит                                    | Ишмаия а) воин Давида в Секелаге б) сын Овадии, начальник колена Завулонова | услышанный Богом                                          | |
| Ишмерай                    |                                                                                 | Ишмерай, вениамитянин | Бог — хранитель                                           | (1Пар. 8:18) |
| Ишохаия                    |                                                                                 | Ишохаия, симеонитянин | униженный Богом                                           | (1Пар. 4:36—43) |
| Ишпан                      |                                                                                 | Ишпан, сын Шашака | лысый, плешивый                                           | (1Пар. 8:22) |
| Ишфа                       |                                                                                 | Ишфа, сын Берии | безволосый                                                | (1Пар. 8:16) |
| Ишшия                      |                                                                                 | Ишшия а) сын Израхии б) сын Озиила в) сын Рехавии г) сын Харима |                                                           | |
| Ишшияху                    |                                                                                 | Ишшияху, из кореян, воин Давида |                                                           | (1Пар. 12:6) |